# Liste der finnischen Botschafter in Belgien
Liste der finnischen Botschafter in Belgien.
| Ernennung Akkreditierung | Name                     | Bemerkungen              | ernannt von             | akkreditiert während der Regierung von | Posten verlassen |
| ------------------------ | ------------------------ | ------------------------ | ----------------------- | -------------------------------------- | ---------------- |
| 30. Juli 1920            | Yrjö Saastamoinen        | Geschäftsträger, Brüssel | Kaarlo Juho Ståhlberg   | Henri Carton de Wiart                  | 1926             |
| 1926                     | Carl Enckell             | Paris                    | Lauri Kristian Relander | Henri Jaspar                           | 1930             |
| 1930                     | Harri Holma              | Paris                    | Lauri Kristian Relander | Henri Jaspar                           | 1938             |
| 1938                     | Axel Aström              | Brüssel                  | Kyösti Kallio           | Paul-Henri Spaak                       | 1940             |
| 1938                     | Hugo Valvanne            |                          | Kyösti Kallio           | Paul-Henri Spaak                       | 1940             |
| 1946                     | Ragnar Nummelin, Numelin |                          | Juho Kusti Paasikivi    | Camille Huysmans                       | 1956             |
| 1950                     | Olavi Voionmaa           |                          | Juho Kusti Paasikivi    | Joseph Pholien                         | 1957             |
| 1957                     | Lauri Otto Hjelt         |                          | Urho Kekkonen           | Achille Van Acker                      | 1959             |
| 1959                     | Alexander Thesleff       |                          | Urho Kekkonen           | Gaston Eyskens                         | 1963             |
| 1963                     | Olavi Murto              | ab 1964 Botschafter      | Urho Kekkonen           | Théo Lefèvre                           | 1967             |
| 1967                     | Reino Honkaranta         |                          | Urho Kekkonen           | Paul Vanden Boeynants                  | 1970             |
| 1970                     | Aarni Talvitie           |                          | Urho Kekkonen           | Gaston Eyskens                         | 1975             |
| 1975                     | Åke Wihtol               |                          | Urho Kekkonen           | Leo Tindemans                          | 1981             |
| 1981                     | Paavo Kaarlehto          |                          | Urho Kekkonen           | Mark Eyskens                           | 1985             |
| 1985                     | Aarni Talvitie           |                          | Mauno Koivisto          | Wilfried Martens                       | 1991             |
| 1991                     | Olli Mennander           |                          | Mauno Koivisto          | Wilfried Martens                       | 1995             |
| 2007                     | Aapo Esa Ilmari Pölhö    | [ 1 ]                    | Matti Vanhanen          | Guy Verhofstadt                        |                  |